# Hypercompe annexa
Hypercompe annexa är en fjärilsart som beskrevs av Charles Oberthür 1881. Hypercompe annexa ingår i släktet Hypercompe och familjen björnspinnare. Inga underarter finns listade i Catalogue of Life.